# 南華山
南華山（なんかさん）は、台湾中央山脈の中段に位置し、南投県仁愛郷と花蓮県秀林郷の境にある標高3,184mの山である。別称は能高北峰。

## 概要
南華山は能高山と奇萊南峰のほぼ中間の中央山脈に位置し、台湾百岳の中で74位だった。頂上部には、二等三角点が設置されている。山の南側に記念碑が置かれていて、「光被八表」・「利溥民生」と刻まれていた。